# Oberea quadricallosa
Oberea quadricallosa là một loài bọ cánh cứng trong họ Cerambycidae.